# ميخائيل فراجكوس
ميخائيل فراجكوس (باليونانية: Μιχάλης Φράγκος)‏؛ (من مواليد 20 مايو 1990) هو لاعب كرة قدم محترف يوناني يلعب كلاعب وسط لنادي إيرودوتوس ‏.

## المسيرة
في صيف 2020، وقع فراجكوس مع نادي الدرجة الثانية القبرصي (بي اي ايه ايه ك او باللغة الانجليزية PAEEK). في سبتمبر 2021، انضم إلى فريق في ايف بي اواباخ الألماني في الدوري الألماني للدرجة الرابعة.

## وصلات خارجية
- ميخائيل فراجكوس  على سكروي (2021–present)
- ميخائيل فراجكوس  على سكروي (2010–2021)
- Michail Fragkos at BeSoccer
- Michail Fragkos at the Cyprus Football Association
- ميخائيل فراجكوس على موقع قاعدة بيانات كرة القدم.إي يو (الإنجليزية)
- ميخائيل فراجكوس على موقع Soccerway.com (الإنجليزية)